# Аюханово
Аюха́ново (рос. Аюханово, башк. Айыухан) — село у складі Давлекановського району Башкортостану, Росія. Входить до складу Раєвської сільської ради.
Населення — 286 осіб (2010; 304 в 2002).
Національний склад:
- татари — 80 %